# Liste des sites Ramsar en Slovénie
Cet article recense les zones humides de Slovénie concernées par la convention de Ramsar.

## Statistiques
La convention de Ramsar est entrée en vigueur en Yougoslavie le 28 juillet 1977, la République socialiste de Slovénie en faisant alors partie. La Slovénie devient indépendante le 25 juin 1991, la convention continuant à être appliquée sur son territoire.
En janvier 2020, le pays compte 3 sites Ramsar, couvrant une superficie de 82,05 km2 (soit moins de 0,5% du territoire slovène).

## Liste
| Site                            | Commune  | Notes                              | Date            | Superficie (km²) | Altitude (m) | Identifiant Ramsar | Identifiant WDPA | Coordonnées                       | Photo |
| ------------------------------- | -------- | ---------------------------------- | --------------- | ---------------- | ------------ | ------------------ | ---------------- | --------------------------------- | ----- |
| Salines de Sečovlje             | Piran    |                                    | 28 octobre 1992 | 6,50             | 0 - 5        | 586                | 68162            | 45° 28′ 59″ nord, 13° 36′ 00″ est |       |
| Grottes de Škocjan              | Divača   | Site inscrit au patrimoine mondial | 21 mai 1999     | 3,05             | 214 - 317    | 991                | 198332           | 45° 40′ 01″ nord, 14° 00′ 00″ est |       |
| Lac de Cerknica et ses environs | Cerknica |                                    | 19 janvier 2006 | 72,50            | 550          | 1600               | 902862           | 45° 45′ 00″ nord, 14° 22′ 59″ est |       |